# Tel Zorá
Tel Tzora ou Tel Zorá (em hebraico:  תל צרעה)) é um tel e sítio arqueológico israelense a oeste de Jerusalém, próximo aos kibutz moderno de mesmo nome, e também foi identificado com a antiga vila palestina de Sar'a. Neste espaço, está a famosa atração turística considerada por muitos como a localização da tumba de Sansão.